# Sphaericus nodulus
Sphaericus nodulus là một loài bọ cánh cứng trong họ Ptinidae. Loài này được Wollaston miêu tả khoa học năm 1854.